# Volusier
Volusius war im Römischen Reich das Nomen der gens Volusia, deutsch Volusier. 
Der bekannteste Zweig der Familie trägt das Cognomen Saturninus. Die überlieferten Vertreter der Volusii Saturnini sind:
- Quintus Volusius Saturninus (Präfekt), römischer Präfekt
- Lucius Volusius Saturninus (Suffektkonsul 12 v. Chr.)  (um 60 v. Chr. – 20 n. Chr.), römischer Suffektkonsul
- Lucius Volusius Saturninus (Suffektkonsul 3) (38 v. Chr. – 56 n. Chr.), römischer Suffektkonsul
- Lucius Volusius Saturninus (Pontifex) (* vor 25 n. Chr.), römischer Senator und Pontifex
- Quintus Volusius Saturninus (Konsul 56) (um 25 n. Chr. – nach 70 n. Chr.), römischer Konsul
- Lucius Volusius Saturninus (Konsul 87) (* vor 60 n. Chr.), römischer Konsul
- Quintus Volusius Saturninus (Konsul 92) (* um 60 n. Chr.), römischer Konsul

Weitere Mitglieder der Gens Volusia sind:
- Lucius Volusius Maecianus, Jurist im 2. Jahrhundert, Präfekt von Ägypten 161
- Marcus Metilius Aquillius Regulus Nepos Volusius Torquatus Fronto, Konsul 157
- Quintus Volusius Flaccus Cornelianus, Konsul 174